# Argumentum ad hominem
Argumentum ad hominem (latim, argumento contra a pessoa) é uma falácia do tipo informal no campo da linguagem natural. O padrão argumentativo se caracteriza pela tentativa de refutação de uma linha propositiva a partir da crítica ao seu autor, e não ao seu conteúdo.
A falácia ocorre porque conclui sobre o valor da proposição sem examinar seu conteúdo. De acordo com Stephen Downes:
Ataca-se pessoa que apresentou um argumento e não o argumento que apresentou. A falácia ad hominem assume muitas formas. Ataca, por exemplo, o carácter, a nacionalidade, a raça ou a religião da pessoa. Em outros casos, a falácia sugere que a pessoa, por ter algo a ganhar com o argumento, é movida pelo interesse. A pessoa pode ainda ser atacada por associação ou pelas suas companhias. Todavia, o carácter ou as circunstâncias da pessoa nada tem a ver com a verdade ou falsidade da proposição defendida.
 Guia das Falácias de Stephen Downes
O argumento contra a pessoa é uma das falácias caracterizadas pelo elemento da irrelevância, por concluir sobre o valor de uma proposição através da introdução, dentro do contexto da discussão, de um elemento que não tem relevância para isso, que neste caso é um juízo sobre o autor da proposição.
Pode ser agrupado também entre as falácias que usam o estratagema do desvio de atenção, ao levar o foco da discussão para um elemento externo a ela, que são as considerações pessoais sobre o autor da proposição.

## Estrutura lógica
- O autor X afirma a proposição P para o autor Y.
- Há alguma característica que Y considera negativa em X;
- Logo, a proposição P é falsa.

## Tipos
Podem-se distinguir alguns tipos do argumento contra a pessoa, que lançam mão de estratégias ligeiramente diferentes:
- Argumentum ad hominem abusivo: é o ataque direto à pessoa, colocando seu caráter ou sua reputação em dúvida, como forma de desqualificar o argumento. Isso pode se manifestar com insultos ou comentários depreciativos com o objetivo de minar a credibilidade do interlocutor.

A preocupação é em sublinhar e chamar a atenção para as características pessoais do debatedor, em vez de analisar seus argumentos.

Exemplos:
"Você é só um estagiário. O que você saber sobre isso?"

“As afirmações de Richard Nixon a respeito da política de relações externas em relação à China não são confiáveis pois ele foi forçado a abdicar durante o escândalo de Watergate.”

O mesmo vale para outros casos semelhantes, em que se sublinham as características pessoais e as experiências subjetivas do debatedor, no lugar de se tentar refutar seus argumentos e apresentar contraprovas às evidências que por ele apresentadas.

- Argumentum ad hominem circunstancial[5] (ad hominem circustantiae): consiste em desqualificar o argumento do adversário como sendo parcial,  dado que ele teria algo a ganhar com a defesa do seu ponto de vista.[6] Exemplo:

A: Fumar não causa nenhum tipo de mal.
B: É dono de uma grande empresa de cigarros, é claro que dirá isso.
A: Devemos adotar práticas ecologicamente corretas.
B: Diz isso porque é vegano.
- Tu quoque (falácia do apelo à hipocrisia): o adversário é acusado de praticar algo muito semelhante ao que ele critica. Tu quoque significa em latim "você também". É um argumento muito comum e eficaz, pois tende a colocar o oponente na defensiva.[7][8] Exemplo:

A: As pessoas devem aprender a viver com o que ganham.
B: Mas você está completamente endividado e não faz qualquer esforço para mudar isso.
- Falácia de associação (culpa por associação) ou Reductio ad Hitlerum: neste caso, a crítica não é dirigida diretamente ao interlocutor, mas ao argumento, que é invalidado mediante associação às ideias de Hitler.[9]

## Exemplos

### Clássicos ataques à figura de Charles Darwin
Em 2015, um artigo intitulado Experiential Thinking in Creationism - A Textual Analysis, publicado na Plos One, demostrou claramente um acervo de textos criacionistas que apelam pela demonização de cientistas evolucionistas como Charles Darwin na tentativa de invalidar as suas proposições científicas:

### Clássicos ataques à figura de Karl Marx
Embora os três trabalhos de Karl Marx sejam a base para os sociólogos e antropólogos terem um entendimento sobre os sistemas políticos capitalista, comunista e socialista, ataques à sua figura pessoal são costumeiramente realizados pelos opositores do sistema comunista que tentam refutar dadas proposições. Uma matéria da revista The Economist relata que demonização de Marx em grande parte do Ocidente é lamentável, dada a importância de seus pensamentos para as ciências sociais.

### Clássicos ataques à figura de Paulo Freire
O educador e filósofo brasileiro Paulo Freire, considerado um dos pensadores mais notáveis na história da pedagogia mundial e Patrono da Educação Brasileira pela sua proposta do método de alfabetização dialético, sofre costumeiramente ataques à sua figura pessoal por opositores ao dito modelo freireano de educação popular. Em 2019 foi classificado como energúmeno por Jair Bolsonaro e uma série de ataques levaram o Instituto Paulo Freire (IPF) à criar um curso contra fake news criadas para denegrir a imagem do educador.

### Clássicos ataques à figura de Stephen Hawking
Stephen Hawking, físico teórico e cosmólogo, um dos mais renomados cientistas do século, reconhecido internacionalmente por sua contribuição à ciência com obras que ajudaram a divulgar complexas teorias cosmológicas e a Origem do Universo, levantou diversos argumentos em seus livros contra a assertiva de que o universo seja fruto de uma causa inteligente pela inferência de uma deidade. Muitos opositores de suas proposições tentam usar a doença neuronal motora que o paralisou como forma de reduzi-las ou desviar o foco da discussão. Um exemplo disso advém do jornalista Olavo de Carvalho que, ao discordar de alguns desses escritos de Hawking, lançou a seguinte declaração: “Não precisamos desprezar a obra do pobre Hawking por isso, porque o sujeito era doente. Mas, quando escreveu isso, ele não estava bem”.